# Conferencia Mundial sobre los Determinantes Sociales de la Salud
La Asamblea de la Salud organiza la Conferencia Mundial sobre los Determinantes Sociales de la Salud del 19 al 21 de octubre en Río de Janeiro, Brasil.

## Conferencia Mundial sobre los Determinantes Sociales de la Salud
En seguimiento de la Resolución la WHA62.14 la Asamblea de la Salud organiza la Conferencia Mundial sobre los Determinantes Sociales de la Salud del 19 al 21 de octubre en Río de Janeiro, Brasil.

La conferencia reunirá a Estados Miembros y partes interesadas para recabar apoyo en favor de la aplicación de medidas relativas a los determinantes sociales de la salud con el fin de reducir las inequidades. La conferencia se organiza, bajo los auspicios del Gobierno del Brasil, en seguimiento de la resolución WHA62.14, adoptada por la Asamblea de la Salud en 2009.

El evento constituirá una plataforma mundial de diálogo sobre el modo en que se podrían aplicar las recomendaciones formuladas en 2008 por la Comisión sobre Determinantes Sociales de la Salud. Específicamente, la conferencia propiciará el intercambio de experiencias nacionales y conocimientos técnicos para mejorar los determinantes sociales de la salud.
La finalidad de la conferencia es catalizar las medidas adoptadas de forma coordinada en cinco esferas decisivas:
- gobernanza para afrontar las causas fundamentales de las inequidades sanitarias: adopción de medidas relativas a los determinantes sociales de la salud;
- función del sector de la salud, incluidos los programas de salud pública, en la reducción de las inequidades sanitarias;
- promoción de la participación: liderazgo comunitario en favor de la adopción de medidas relativas a los determinantes sociales;
- actuaciones a escala mundial sobre los determinantes sociales: adecuación mutua de las prioridades y las partes interesadas;
- vigilancia de los progresos realizados: medición y análisis para fundamentar las políticas relativas a los determinantes sociales.

Se prevé que los Estados Miembros respaldarán la Declaración de Río y, de ese modo, fortalecerán su compromiso político de reducir las inequidades sanitarias.
Organización Mundial de la Salud

## Resumen de orientación

### Resumen de las recomendaciones de la Comisión sobre los Determinantes Sociales de la Salud
| 1. Mejorar las condiciones de la vida diaria |
| --- |
| - Mejorar el bienestar de niñas y mujeres, y las circunstancias en las que nacen sus hijos - Enfatizar ﬁrmemente el desarrollo de la primera infancia y la educación para niñas y niños - Gestión del desarrollo urbano - Aumentar la disponibilidad de viviendas asequibles - Invertir en mejoras de los barrios marginales, especialmente la provisión de agua potable, saneamiento, electricidad y calles pavimentadas - Asegurar que la planiﬁcación urbana promueva conductas saludables y seguras equitativamente - Promover hábitos como caminar, ir en bicicleta y usar el transporte público - Realizar la planiﬁcación del comercio minorista para controlar el acceso a alimentos no saludables - Implementar el diseño medioambiental adecuado y los controles reglamentarios (p. ej., cantidad de lugares de expendio de alcohol) - Asegurar que las respuestas normativas al cambio climático consideren los efectos en la equidad en salud - Convertir el pleno empleo y justo en un objetivo compartido de instituciones internacionales y una parte central de las agendas políticas nacionales y estrategias de desarrollo - Fortalecer la representación de trabajadores en la creación de políticas, legislación y programas de empleo - Usar a los organismos internacionales para respaldar los esfuerzos de los países para proteger a todos los trabajadores - Implementar normas laborales básicas para trabajadores formales e informales - Desarrollar políticas para garantizar una vida equilibrada entre el trabajo y el hogar - Reducir los efectos negativos de la inseguridad entre los trabajadores en condiciones precarias de trabajo - Aumentar progresivamente los sistemas de protección social - Asegurar que los sistemas incluyan a aquellos en situaciones laborales precarias, incluidos el trabajo informal y el trabajo doméstico o de cuidado - Desarrollar servicios de atención de salud de calidad con cobertura universal, con énfasis en un enfoque de atención primaria de la salud - Fortalecer el liderazgo del sector público en la ﬁnanciación equitativa de sistemas de atención de salud equitativos y la garantía del acceso universal a la atención independientemente de la capacidad de pago - Reparar la fuga de cerebros en el campo de la salud, centrando la atención en la inversión de una mayor capacitación y cantidad de recursos humanos relacionados con la salud y en los acuerdos bilaterales para regular ganancias y pérdidas |
| 2. Luchar contra la distribución desigual del poder, el dinero y los recursos |
| - Poner la responsabilidad de la acción sobre la salud y la equidad en salud en el nivel más alto del Gobierno, y asegurar su consideración coherente en todas las políticas - Evaluar el impacto de todas las políticas y programas sobre la salud y la equidad en salud - Fortalecer las ﬁnanzas públicas para la acción sobre los determinantes sociales de la salud - Aumentar la ayuda mundial para acercarse a la meta del 0,7 % del PNB y ampliar la Iniciativa para el Alivio de la Deuda Multilateral - Desarrollar un enfoque coherente de los determinantes sociales de la salud en Documentos de Estrategias para la Reducción de la Pobreza - Institucionalizar la consideración del impacto de la salud y de la equidad en salud en la formulación de políticas y acuerdos económicos nacionales e internacionales - Reforzar la función primaria del Estado en los servicios básicos esenciales para la salud (como el agua y el saneamiento) y la regulación de bienes y servicios con un impacto importante en la salud (como el tabaco, el alcohol y los alimentos) - Crear y hacer cumplir una legislación que promueva la equidad de género y prohíba la discriminación por razones de género - Incrementar la inversión en programas y servicios de salud sexual y reproductiva, y fortalecer la cobertura y los derechos universales - Fortalecer los sistemas políticos y legales - Proteger los derechos humanos - Asegurar la identidad legal y apoyar las necesidades y reclamos de grupos marginados, particularmente los pueblos indígenas - Asegurar la representación y la participación justas de individuos y comunidades en la toma de decisiones en materia de salud - Facilitar el papel de la sociedad civil en la realización de los derechos políticos y sociales que afectan la equidad en salud - Hacer que la equidad en salud sea un objetivo de desarrollo mundial |
| 3. Medir y comprender el problema, y evaluar el impacto de la acción |
| - Asegurar sistemas de supervisión de rutina para lograr la equidad en salud a nivel local, nacional e internacional - Asegurar que todos los niños sean registrados al nacer - Establecer sistemas nacionales y mundiales de vigilancia de la equidad en salud - Invertir en la generación y el intercambio de nuevas pruebas sobre determinantes sociales y equidad en salud y sobre la eﬁcacia de las medidas - Crear un presupuesto especíﬁco para la generación y el intercambio mundial de pruebas - Proporcionar capacitación sobre determinantes sociales de la salud a los actores políticos, actores y profesionales, e invertir en aumentar la sensibilización pública - Incorporar los determinantes sociales de la salud en la formación médica y de salud - Capacitar a los planiﬁcadores y los formuladores de políticas en la evaluación del impacto de la equidad en salud - Fortalecer la capacidad dentro de la OMS para apoyar la acción sobre los determinantes sociales |